# Oquillas
Oquillas è un comune spagnolo di 55 abitanti situato nella comunità autonoma di Castiglia e León.